# Мирончук Ігор Васильович
І́гор Васи́льович Мирончу́к — старший прапорщик Збройних сил України, служить у штабі Західного оперативного командування.

## Нагороди
За особисту мужність і героїзм, виявлені у захисті державного суверенітету та територіальної цілісності України, вірність військовій присязі під час російсько-української війни, відзначений — нагороджений
- 27 червня 2015 року — орденом «За мужність» III ступеня.